# Hibernia Atlantic
Hibernia Atlantic è una società privata statunitense che gestisce il collegamento sottomarino via cavo passante per il nord dell'Oceano Atlantico tra Canada, USA, Irlanda, Regno Unito e Europa.

## Storia e caratteristiche tecniche
Fondatori di Hibernia Atlantic sono Bjarni Thorvardarson ed Eric Gutshall del Summit NJ. Posta in opera originariamente nel 2000 da Tyco Submarine Systems per 360networks per 962 milioni di dollari USA e rivenduta nel 2003, inizia la sua attività nel 2005.
La rete di Hibernia Atlantic è lunga 24.000 km e progettata per una capacità di traffico fino a 10,16 Tbit/s.. Supporta il trasporto di servizi di tipo SONET/SDH, per flussi di segnale che vanno da DS3 (45 Mbit/s) fino a 40 Gbit/s e di servizi dati Ethernet per flussi che vanno da 10 Mbit/s fino a 10Gb/s. Il collegamento transatlantico impiega 65 millisecondi da Boston a Dublino.
La rete è presidiata da due centri operativi (Network Operation Center, NOC) a Lynn e a Dublino. Per il traffico dedicato agli operatori televisivi è operativo inoltre il Television/multimedia Operation Center (TOC) di Baltimora.

## Mappa delle reti e siti terminali

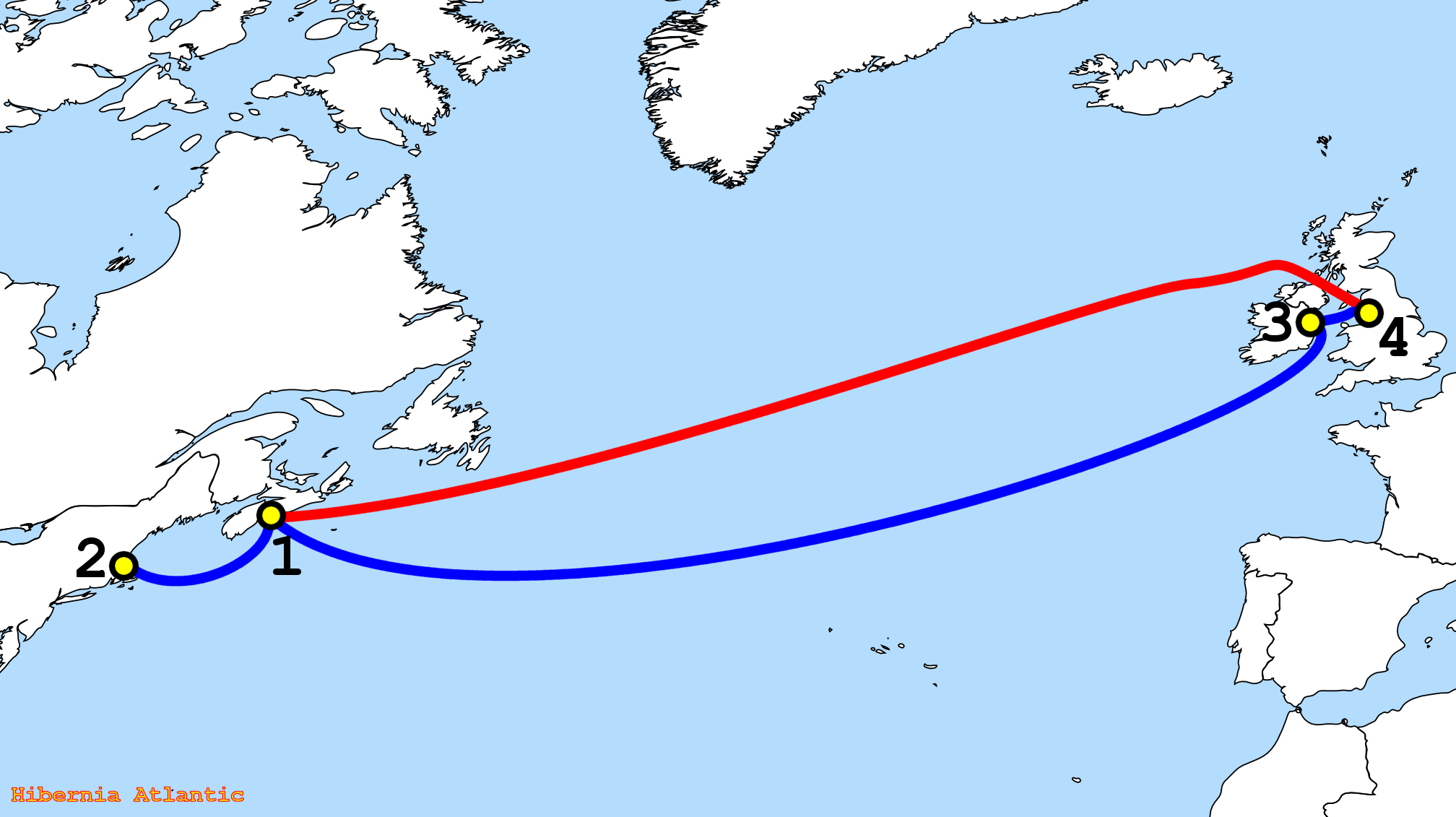
Hibernia Atlantic system

La rete dispone di stazioni di approdo dei cavi in:
1. Herring Cove, Nuova Scozia, Canada 44°33′41.2″N 63°33′40.1″W
2. Lynn, Contea di Essex, Massachusetts, USA 42°27′33.8″N 70°57′38.2″W
3. Dublino, Irlanda, Sutton (da Herring Cove)/Baldoyle (a Ainsdale Sands)53°24′40.1″N 6°12′58.4″W
4. Southport (Ainsdale Sands), Merseyside, Regno Unito 53°37′38.5″N 2°59′04.7″W

Un ulteriore punto di atterraggio è previsto a Coleraine nei pressi di Londonderry, in Irlanda del Nord.
I percorsi di rete esistente includono:
1. New York City (con più siti)
2. Albany, New York
3. Weehawken, New Jersey
4. Newark, New Jersey
5. Secaucus, New Jersey
6. White Plains, New York
7. Stamford, Connecticut
8. Pittsburgh, Pennsylvania
9. Cleveland, Ohio
10. Philadelphia, Pennsylvania
11. Buffalo, New York
12. Boston, Massachusetts
13. Ashburn, Virginia
14. McLean, Virginia
15. Richmond, Virginia
16. Raleigh, North Carolina
17. Charlotte, North Carolina
18. Atlanta, Georgia
19. Chicago, Illinois
20. Montreal, Quebec
21. Toronto, Ontario
22. Dublino, Irlanda
23. Manchester, Regno Unito
24. Londra,  Regno Unito
25. Reading,  Regno Unito
26. Francoforte, Germania
27. Amsterdam, Paesi Bassi
28. Parigi, Francia
29. Brussels, Belgio